# غیران
غیران (به عربی: الغیران) یک منطقهٔ مسکونی در لیبی است که در استان مصراته واقع شده‌است.